# Jerzy Maculewicz
Jerzy Maculewicz (Daszewo, 30 maggio 1955) è un vescovo cattolico e missionario polacco, dal 1º aprile 2005 amministratore apostolico dell'Uzbekistan e vescovo titolare di Nara.

## Biografia
Jerzy Maculewicz è nato a Daszewo, nel comune di Karlino, il 30 maggio 1955.

### Formazione e ministero sacerdotale
Nel 1957, nell'ambito delle operazioni di spostamento dei polacchi dalle frontiere orientali svoltesi dal 1955 al 1959, la sua famiglia si è stabilita a Dąbrowa Górnicza. Ha frequentato un istituito tecnico e dal 1975 al 1989 ha lavorato come elettricista in un'azienda di Katowice.
Nel 1989 è entrato nella provincia di Cracovia dell'Ordine dei frati minori conventuali. Il 2 ottobre 1994 ha emesso la professione solenne e lo stesso anno ha completato gli studi di teologia presso la Pontificia facoltà teologica San Bonaventura.
Il 22 giugno 1996 è stato ordinato presbitero da monsignor Adam Śmigielski, vescovo di Sosnowiec. L'anno successivo ha conseguito la licenza in teologia. Dopo diverse esperienze pastorali, nel 2000 è stato eletto vicario e segretario della provincia francescana conventuale di Cracovia. Dal 2001 è stato assistente generale del suo Ordine per l'Europa orientale.

### Ministero episcopale
Il 1º aprile 2005 papa Giovanni Paolo II lo ha nominato amministratore apostolico dell'Uzbekistan e vescovo titolare di Nara. Ha ricevuto l'ordinazione episcopale il 14 maggio successivo nella basilica dei Santi XII Apostoli a Roma dal cardinale Angelo Sodano, segretario di Stato di Sua Santità, co-consacranti gli arcivescovi Robert Sarah, segretario della Congregazione per l'evangelizzazione dei popoli, e Józef Wesołowski, nunzio apostolico in Kazakistan, Kirghizistan, Tagikistan e Uzbekistan.
Nell'ottobre del 2008 e nel marzo del 2019 ha compiuto la visita ad limina.
Dal 29 aprile 2022 è vicepresidente della Conferenza episcopale dell'Asia centrale.
Oltre al polacco, parla l'italiano e il russo.

## Genealogia episcopale
La genealogia episcopale è:
- Cardinale Scipione Rebiba
- Cardinale Giulio Antonio Santorio
- Cardinale Girolamo Bernerio, O.P.
- Arcivescovo Galeazzo Sanvitale
- Cardinale Ludovico Ludovisi
- Cardinale Luigi Caetani
- Cardinale Ulderico Carpegna
- Cardinale Paluzzo Paluzzi Altieri degli Albertoni
- Papa Benedetto XIII
- Papa Benedetto XIV
- Papa Clemente XIII
- Cardinale Marcantonio Colonna
- Cardinale Giacinto Sigismondo Gerdil, B.
- Cardinale Giulio Maria della Somaglia
- Cardinale Carlo Odescalchi, S.I.
- Vescovo Eugène de Mazenod, O.M.I.
- Cardinale Joseph Hippolyte Guibert, O.M.I.
- Cardinale François-Marie-Benjamin Richard de la Vergne
- Cardinale Pietro Gasparri
- Cardinale Clemente Micara
- Cardinale Antonio Samorè
- Cardinale Angelo Sodano
- Vescovo Jerzy Maculewicz, O.F.M. Conv.